# Arcanum Divinae
Arcanum Divinae è la quarta enciclica di papa Leone XIII, pubblicata a Roma il 10 febbraio 1880.
Il documento, che affronta il tema dei problemi della famiglia in quel periodo e condanna fortemente il divorzio, rappresenta un importante riferimento per i successivi documenti della Chiesa cattolica sul matrimonio.
Il Pontefice ribadisce la tradizionale posizione della Chiesa in materia: esalta il valore del matrimonio, elevato da Gesù alla dignità di Sacramento; ne ricorda l'origine e le successive degenerazioni della poligamia; riafferma gli scopi e la disciplina del matrimonio cristiano; condanna il matrimonio civile e il divorzio; riafferma l'esclusivo potere legislativo e giudiziario della Chiesa in tale materia.